# Kuflew
Kuflew (prononciation : [ˈkuflɛf]) est un village polonais de la gmina de Mrozy dans le powiat de Mińsk de la voïvodie de Mazovie dans le centre-est de la Pologne.
Il se situe à environ 8 kilomètres au sud de Mrozy (siège de la gmina), 19 kilomètres au sud-est de Mińsk Mazowiecki (siège du powiat) et à 57 kilomètres à l'est de Varsovie (capitale de la Pologne).
Le village compte approximativement une population de 150 habitants en 2013.

## Histoire
De 1975 à 1998, le village appartenait administrativement à la voïvodie de Siedlce.